# Euryolpium salomonis
Espèce
Synonymes
- Xenolpium salomonis Beier, 1935
- Xenolpium tokiokai Morikawa, 1963

Euryolpium salomonis est une espèce de pseudoscorpions de la famille des Olpiidae.

## Distribution
Cette espèce se rencontre aux Îles Salomon, en Papouasie-Nouvelle-Guinée et en Indonésie en Nouvelle-Guinée occidentale.

## Systématique et taxinomie
Cette espèce a été décrite sous le protonyme Xenolpium salomonis par Beier en 1935. Elle est placée dans le genre Euryolpium par Beier en 1964 qui dans le même temps place Xenolpium tokiokai en synonymie.

## Étymologie
Son nom d'espèce lui a été donné en référence au lieu de sa découverte, les îles Salomon.

## Publication originale
- Beier, 1935 : New Pseudoscorpionidea from the Solomon Islands. Annals and Magazine of Natural History, sér. 10, vol. 16, p. 637-641.